# Alexander Wladimirowitsch Ignatenko
Alexander Wladimirowitsch Ignatenko, russisch Александр Владимирович Игнатенко, (* 29. März 1963) ist ein ehemaliger Ringer, der für die Sowjetunion, die GUS und Russland startete. Er war Weltmeister 1990 und 1991 im griechisch-römischen Stil im Fliegengewicht.

## Werdegang
Der aus Sibirien stammende Russe Alexander Ignatenko begann im Jahre 1975 als Jugendlicher mit dem Ringen. Als Achtzehnjähriger trat er in die Rote Armee ein und startete für den Sportklub der Armee SKA Omsk. Sein Trainer war dort I. Kaljuschni. Alexander Ignatenko war bei einer Größe von 1,57 Metern ein für seine Gewichtsklassen, er rang im Fliegen- und später im Bantamgewicht, ein körperlich sehr starker und wendiger Ringer. Nachdem er in die russische Nationalmannschaft 1986 der Ringer aufgenommen worden war, formte ihn Nationaltrainer Gennadi Sapunow innerhalb weniger Jahre zu einem Weltklasseringer im griechisch-römischen Stil.
Obwohl er in der Sowjetunion und später in der GUS bzw. in Russland eine große Konkurrenz hatte, kam er zu einer ganzen Reihe von Starts bei den großen internationalen Meisterschaften. Er wurde dabei zweimal Weltmeister und zweimal Europameister, konnte aber bei der Teilnahme an drei Olympischen Spielen keine Medaille gewinnen.
Sein Debüt bei einer internationalen Meisterschaft gab Alexander Ignatenko bei der Weltmeisterschaft 1987 in Clermont-Ferrand. Er belegte dort im Fliegengewicht hinter dem Kubaner Pedro Roque Favier und dem Polen Roman Kierpacz den 3. Platz und gewann damit seine erste Medaille. Seinen ersten Titel holte er sich dann bei der Europameisterschaft 1988 im norwegischen Kolbotn bei Oslo. Er siegte dort im Endkampf mit 3:0 Punkten über den einheimischen Jon Rønningen und lag damit im Endergebnis vor Rönningen, Walentin Krumow aus Bulgarien, Mihai Cișmaș aus Rumänien, Peter Stjernberg aus Schweden und Markus Scherer aus der Bundesrepublik Deutschland.
Als Mitfavorit startete er deshalb bei den Olympischen Spielen 1988 in Seoul im Fliegengewicht. Nach drei Siegen scheiterte er aber dort im Poolfinale gegen den Japaner Atsuji Miyahara und verlor auch noch den Kampf um die Bronzemedaille gegen den Südkoreaner Lee Jaek-suk, der ihn mit Hilfe des fanatischen südkoreanischen Publikums knapp besiegte. Für Alexander Ignatenko verblieb deshalb nur der 4. Platz.
Von dieser Enttäuschung hatte er sich bei der Weltmeisterschaft 1989 in Martigny/Schweiz längst erholt. Er war in Martigny eindeutig der beste Fliegengewichtler dieser Meisterschaft. Auf dem Weg zu seinem ersten Weltmeistertitel besiegte er u. a. Markus Scherer klar nach Punkten (6:0) und fertigte im Endkampf den Türken Remzi Öztürk sogar mit 10:0 Punkten ab.
Diesen Titelgewinn wiederholte Alexander Ignatenko bei der Weltmeisterschaft 1990 in Rom (Ostia). Auch hier war er im Fliegengewicht ungefährdet und siegte vor An Han-bong aus Südkorea u. Bratan Zenow aus Bulgarien, die die WM-Silber- und Bronzemedaille gewannen. Auf dem Weg zum Titelgewinn besiegte er dabei Pak, Nordkorea, Sheng Zetiang, Volksrepublik China, Shawn Sheldon, USA, Rosario Schmitt, BRD, Marian Sandu, Rumänien u. An Han-bong.
Im Jahre 1991 wechselte Alexander Ignatenko in das Bantamgewicht, der nächsthöheren Gewichtsklasse. Er wurde in dieser neuen Gewichtsklasse in Aschaffenburg auf Anhieb Europameister. In seinem Poolfinale siegte er dabei knapp mit 1:0 Punkten gegen Rıfat Yıldız aus der BRD. In Begegnungen gegen Yildiz bei internationalen Meisterschaften sollte dies aber der einzige Sieg Ignatenkos bleiben. Im Endkampf siegte er in Aschaffenburg über Marian Sandu aus Rumänien mit 6:3 Punkten. Schon bei der Weltmeisterschaft 1991 in Warna verlor Ingantenko im Endkampf gegen Rifat Yildiz durch Disqualifikation, weil er dem stürmisch angreifenden Yildiz nichts mehr entgegenzusetzen hatte. Er wurde damit hinter Rifat Yildiz Vize-Weltmeister.
1992 konzentrierte sich Alexander Ignatenko ganz auf die Olympischen Spiele in Barcelona. Im Bantamgewicht wollte er dort seine erste olympische Medaille gewinnen. Im Poolfinale kämpfte er wieder gegen Rıfat Yıldız und lag kurz vor dem Ende des Kampfes schon deutlich mit 1:6 Punkten in Rückstand. In der Endphase dieses Kampfes gelangen ihm dann noch zwei „2er“-Wertungen, mit denen er aber nur noch auf 5:6 herankam. Der Kampf um die Goldmedaille war damit schon verloren. Er verlor aber auch den Kampf um die Bronzemedaille gegen den Chinesen Sheng Zetiang, was doch überraschend war.
Großes Pech hatte er dann bei der Weltmeisterschaft 1993 in Stockholm, wo er sich bis in den Endkampf durchkämpfte und in diesem, nach Punkten in Führung liegend, gegen den Armenier Aghassi Manukjan verletzungsbedingt aufgeben musste. 1994 startete er im Frühjahr bei der Europameisterschaft in Athen im Bantamgewicht, schied dort jedoch schon frühzeitig aus und kam nur auf den 9. Platz. Bei der Weltmeisterschaft dieses Jahres in Prag war er wieder besser in Form, scheiterte aber im Poolfinale gegen den US-Amerikaner Dennis Hall mit 2:3 Punkten. Im Kampf um die Bronzemedaille besiegte er aber den für Griechenland startenden Armenier Dimitris Miodsjan knapp nach Punkten.
Bei der Europameisterschaft 1996 in Budapest kam Alexander Ignatenko, inzwischen schon 33 Jahre alt auf den 4. Platz. Im Kampf um die Bronzemedaille unterlag er dabei erneut gegen seien alten Rivalen Rıfat Yıldız. Trotz dieses enttäuschenden Ergebnisses wurde er vom russischen Ringerverband für die Olympischen Spiele in Atlanta gemeldet. Es waren bereits seine dritten Olympischen Spiele. Es zeigte sich dort aber, dass die Zeit nicht spurlos an ihm vorübergegangen war, denn er verlor in Atlanta gegen Juri Melnitschenko, einen für Kasachstan kämpfenden Russen und gegen den Griechen Saskis Elgkian und belegte nur einen enttäuschenden 19. Platz.
Danach beendete er seine internationale Ringerlaufbahn. Über seinen weiteren Lebensweg ist nichts bekannt.

## Internationale Erfolge
(alle Wettkämpfe im griechisch-römischen Stil, OS = Olympische Spiele, WM = Weltmeisterschaft, EM = Europameisterschaft, Fliegengewicht, damals bis 52 kg, Bantamgewicht, damals bis 57 kg Körpergewicht)
| Jahr | Platz | Wettbewerb                              | Gewichtsklasse | |
| 1986 | 1.    | Welt-Cup in Oak Lawns/USA               | Fliegen        | vor Pedro Roque Favier, Kuba, Toshikazu Fujinami, Japan u. László Bíró, Ungarn                                                          |
| 1987 | 3.    | WM in Clermont-Ferrand                  | Fliegen        | hinter Pedro Roque Favier u Roman Kierpacz, Polen, vor Serge Robert, Frankreich u. Walentin Krumow, Bulgarien                           |
| 1987 | 7.    | FILA-Grand-Prix-Gala in Budapest        | Fliegen        | Sieger Roman Kierpacz vor Walentin Krumow u. Pedro Roque Favier                                                                         |
| 1988 | 1.    | Großer Preis der BRD in Aschaffenburg   | Fliegen        | vor Roman Kierpacz, Csaba Vadász, Ungarn, Rosario Schmitt u. Bernd Scherer, bde. BRD                                                    |
| 1988 | 1.    | EM in Kolbotn                           | Fliegen        | vor Jon Rønningen, Norwegen, Walentin Krumow, Mihai Cișmaș, Rumänien, Peter Stjernberg, Schweden u. Markus Scherer, BRD                 |
| 1988 | 4.    | OS in Seoul                             | Fliegen        | hinter Jon Rønningen, Atsuji Miyahara, Japan u. Lee Jaek-suk, Südkorea, vor Roman Kierpacz u. Tibor Jankovics, Tschechoslowakei         |
| 1989 | 1.    | WM in Martigny/Schweiz                  | Fliegen        | vor Remzi Öztürk, Türkei, An Han-bong, Südkorea, Csaba Vadász u. Bratan Zenow, Bulgarien                                                |
| 1990 | 1.    | WM in Rom                               | Fliegen        | vor An Han-bong, Bratan Zenow, Marian Sandu, Rumänien u. Shawn Sheldon, USA                                                             |
| 1991 | 1.    | EM in Aschaffenburg                     | Bantam         | vor Marian Sandu, Rıfat Yıldız, BRD, Zoran Galovic, Jugoslawien, András Sike, Ungarn u. Emil Iwanow, Bulgarien                          |
| 1991 | 2.    | WM in Warna                             | Bantam         | hinter Rıfat Yıldız u. vor András Sike, Patrice Mourier, Frankreich, Zoran Galovic u. Michizo Fujioka, Japan                            |
| 1992 | 3.    | Großer Preis der BRD in Bad Reichenhall | Bantam         | hinter Ralf Zentgraf, BRD u. Marian Sandu, vor Peter Stjernberg, Pierre Dikanda, bde. Schweden u. András Sike                           |
| 1992 | 4.    | OS in Barcelona                         | Bantam         | hinter An Han-bong, Rıfat Yıldız u. Sheng Zetiang, China, vor William Lara Diaz, Kuba u. Marian Sandu                                   |
| 1993 | 2.    | WM in Stockholm                         | Bantam         | hinter Aghassi Manukjan, Armenien, vor Mikael Lindgren, Finnland, Aristidis Roumbenian, Griechenland u. Louis Sarmiento Hernandez, Kuba |
| 1994 | 9.    | EM in Athen                             | Bantam         | Sieger: Şeref Eroğlu, Türkei vor Aristidis Roumbenian u. Marian Sandu                                                                   |
| 1995 | 2.    | GP von Deutschland in Koblenz           | Bantam         | hinter Juri Melnitschenko, Kasachstan und vor Kenkichi Nishini, Japan, Aigars Jansons, Lettland, Peter Stjernberg u. Juri Kohl, BRD     |
| 1995 | 3.    | WM in Prag                              | Bantam         | hinter Dennis Hall, USA u. Juri Melnitschenko, vor Dimitris Mioldsjan, Griechenland, Ruslan Chakimow, Ukraine u. An Han-bong            |
| 1996 | 4.    | EM in Budapest                          | Bantam         | hinter Şeref Eroğlu, Marian Sandu u. Rıfat Yıldız, vor Aghassi Manukjan u. Aigars Jansons                                               |
| 1996 | 19.   | OS in Atlanta                           | Bantam         | nach Niederlagen gegen Juri Melnitschenko u. Saskin Elgkian, Griechenland                                                               |